# Bahnhof Thalfang

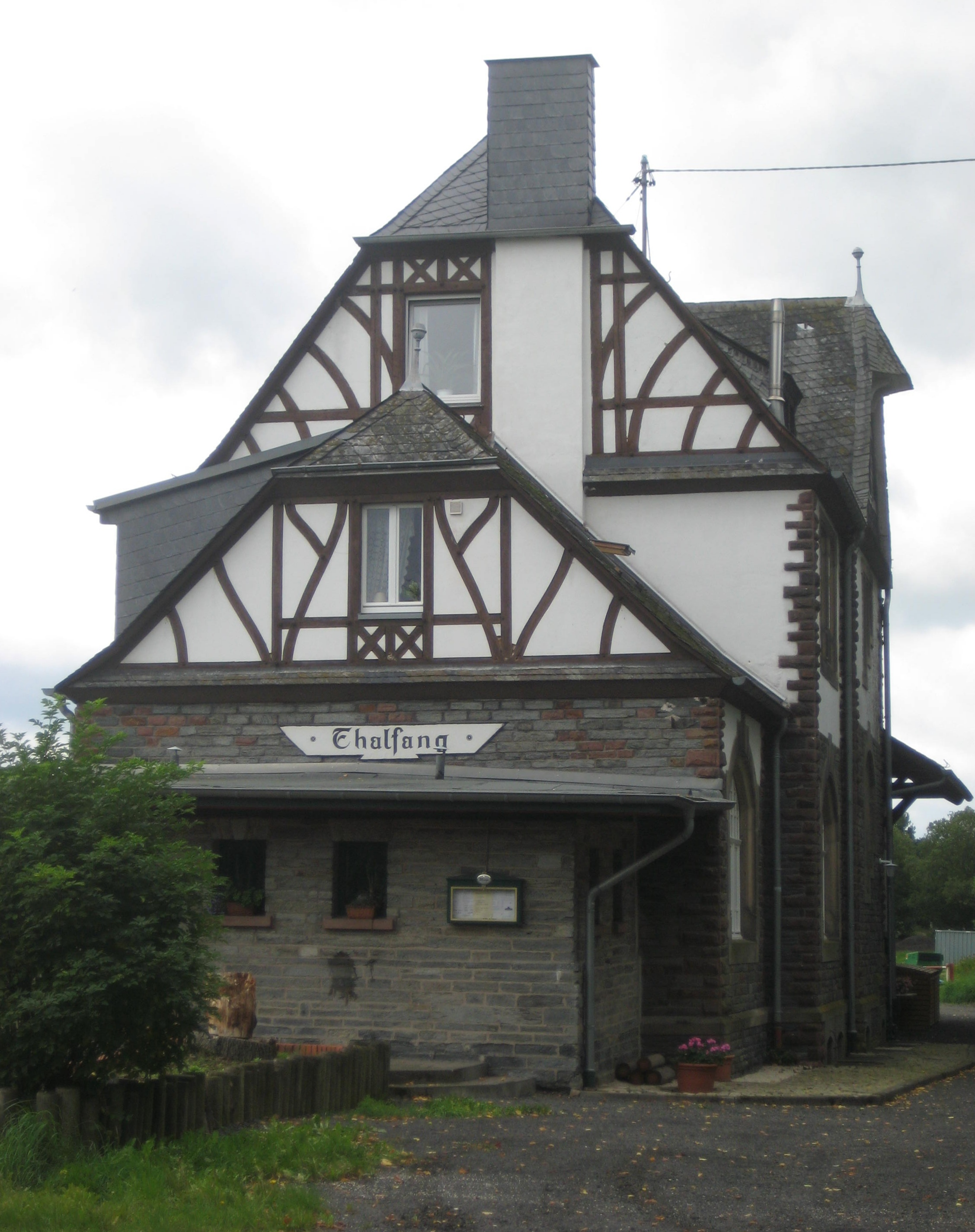
Thalfanger Bahnhofsgebäude (2010)

Der Bahnhof Thalfang war ein Bahnhof am Streckenkilometer 94,1 an der Hunsrückquerbahn (Langenlonsheim–Hermeskeil) im Thalfanger Ortsteil Bäsch im Landkreis Bernkastel-Wittlich in Rheinland-Pfalz. Seit 1998 findet auf der Strecke in diesem Abschnitt kein Verkehr mehr statt. Die Höhe beträgt 439,6 m ü. NHN.
Die Bahnhofsgebäude vom Anfang des 20. Jahrhunderts sind ein eingetragenes Kulturdenkmal. Es handelt sich um das Empfangsgebäude, einen Typenbau mit Bruchstein- und Putzflächen und Fachwerkgiebel, sowie um einen Fachwerkgüterschuppen.
Bis 2020 war das Bahnhofsgelände auf der Charlottenhöhe offizieller Gemeindeteil von Thalfang-Bäsch.
Das Bahnhofsgebäude wird als Hotel genutzt.